# Ardres
Ardres é uma comuna francesa na região administrativa de Altos da França, no departamento de Pas-de-Calais. Estende-se por uma área de 13,52 km². Em 2010 a comuna tinha 4 450 habitantes (densidade: 329,1 hab./km²).